# Chiesa di San Pietro (Ortacesus)
La chiesa di San Pietro è un edificio religioso situato ad Ortacesus, centro abitato della Sardegna meridionale. Consacrata al culto cattolico è sede dell'omonima parrocchia e fa parte dell'arcidiocesi di Cagliari.

La chiesa, edificata tra gli ultimi anni del Cinquecento e i primi del Seicento in forme tardo gotico aragonese, presenta una aula mononavata  sulla quale si aprono alcune cappelle laterali, gran parte aggiunte, assieme alla sacrestia, nel Settecento. La copertura è eseguita con capriate in legno.

Al proprio interno contiene un pregevole altare ligneo e le statue della Madonna del Rosario e dei santi Pietro, Bartolomeo, Filomena, tutte opere del XVII e XVIII secolo.